# Liao-čcheng
Liao-čcheng (čínsky pchin-jinem Liáochéng, znaky 聊城) je městská prefektura v Čínské lidové republice. Leží v provincii Šan-tung.
Celá prefektura má rozlohu 8 643 čtverečních kilometrů a v roce 2004 v ní žilo pět a půl milionu obyvatel, k roku 2020 už téměř šest milionů obyvatel.

## Poloha
Liao-čcheng leží na východním okraji provincie Šan-tung. Hraničí na jihovýchodě s hlavním městem provincie, Ťi-nanem, na severovýchodě s Te-čou, na jihu s Tchaj-anem a na západě s provinciemi Che-pej a Che-nan.
Středem Liao-čchengu vede Velký kanál.

## Administrativní členění
Městská prefektura Liao-čcheng se člení na osm celků okresní úrovně, a sice dva městské obvody, jeden městský okres a pět okresů.
| Tung-čchang-fu Čch’-pching městský okres · Lin-čching okres · Jang-ku okres · Šen okres · Tung-e okres · Kuan okres · Kao-tchang |          |                       |                    |                                  |
| Název | Název    | Počet obyvatel (2020) | Rozloha km² (2020) | Hustota zalidnění (obyv. na km²) |
| český přepis | znaky    | Počet obyvatel (2020) | Rozloha km² (2020) | Hustota zalidnění (obyv. na km²) |
| Městské obvody |          |                       |                    |                                  |
| Tung-čchang-fu | 东昌府区 | 1 488 905             | 1 437              | 1 036                            |
| Čch’-pching | 茌平区   | 517 641               | 1 015              | 510                              |
| Městský okres |          |                       |                    |                                  |
| Lin-čching | 临清市   | 794 529               | 954                | 833                              |
| Okresy |          |                       |                    |                                  |
| Jang-ku | 阳谷县   | 700 083               | 1 004              | 697                              |
| Šen | 莘县     | 930 370               | 1 382              | 673                              |
| Tung-e | 东阿县   | 346 053               | 740                | 468                              |
| Kuan | 冠县     | 719 354               | 1 161              | 620                              |
| Kao-tchang | 高唐县   | 455 193               | 949                | 480                              |
| |          |                       |                    |                                  |
| Celkem | Celkem   | 5 952 128             | 8 643              | 689                              |

## Partnerská města
- Blacktown, Austrálie (14. říjen 1003)
- Kwangmjong, Jižní Korea (3. květen 2005)
- Naberežnyje Čelny, Rusko (2009)
- Uiryeong County, Jižní Korea (7. červen 2001)